# Attacobius
Attacobius är ett släkte av spindlar.
Attacobius ingår i familjen flinkspindlar.
Arter enligt Catalogue of Life:
- Attacobius attarum
- Attacobius blakei
- Attacobius carranca
- Attacobius kitae
- Attacobius lamellatus
- Attacobius luederwaldti
- Attacobius nigripes
- Attacobius tucurui
- Attacobius uiriri
- Attacobius verhaaghi